# Karol Łopatecki
Karol Łopatecki (ur. 6 listopada 1979 w Białymstoku) – polski historyk prawa, doktor habilitowany nauk prawnych, doktor nauk humanistycznych w zakresie historii, profesor Uniwersytetu w Białymstoku.

## Życiorys
W 2003 ukończył studia na Wydziale Prawa Uniwersytetu w Białymstoku (kierunek prawo) i Wydziale Historyczno-Socjologicznym (kierunek historia). Od 2005 zatrudniony na stanowisku asystenta w Instytucie Historii Uniwersytetu w Białymstoku. 13 października 2011 obronił pracę doktorską zatytułowaną: Disciplina militaris w wojskach Rzeczypospolitej do połowy XVII wieku. Ewolucja prawodawstwa wojskowego w teorii i praktyce. Od 1 kwietnia 2016 doktor habilitowany w dziedzinie nauk prawnych w dyscyplinie prawo na podstawie osiągnięcia naukowego - monografii Organizacja, prawo i dyscyplina w polskim i litewskim pospolitym ruszeniu (do połowy XVII wieku). 
Od 18 lutego 2019 profesor Uniwersytetu w Białymstoku. Został zatrudniony w Katedrze Historii Nowożytnej, na Wydziale Historii i Stosunków Międzynarodowych Uniwersytetu w Białymstoku. Od 2023 r. jest kierownikiem Pracowni Instytucji Międzynarodowych, Struktur Ustrojowych i Społecznych działającej na Wydziale Stosunków Międzynarodowych UwB. Kieruje zespołami badawczymi w projektach Narodowego Centrum Nauki: Rewolucja militarna jako czynnik modernizacyjny skarbowości i organizacji państwa polsko-litewskiego na tle europejskim oraz Społeczne i gospodarcze znaczenie obozów i garnizonów wojskowych w państwie polsko-litewskim (XVI-XVIII wiek). Od 1 marca 2022 r. kieruje zespołem badawczym realizujący projekt Akta sejmikowe województwa połockiego (XVI-XVIII wiek), finansowany przez Narodowy Program Rozwoju Humanistyki.
Członek Zespołu Historii Wojskowości oraz Komisji Lituanistycznej działających przy Komitecie Nauk Historycznych PAN. Od 2019 r. członek Rady Naukowej Biuletynu Konserwatorskiego Województwa Podlaskiego. Od 21 grudnia 2021 r. członek Zespołu Historyków Kartografii działającym przy Instytucie Historii Nauki Polskiej Akademii Nauki im. Ludwika i Aleksandra Birkenmajerów. Działa również w Polskim Towarzystwie Historycznym, gdzie wchodzi w skład zarządu oraz jest przewodniczącym głównej komisji rewizyjnej działającej przy Zarządzie Głównym PTH. Od 24 stycznia 2024 r. objął funkcję Zastępcy Podlaskiego Wojewódzkiego Konserwatora Zabytków.
Zainteresowania autora dotyczą prawa wojskowego i teorii rewolucji wojskowej w epoce nowożytnej. Prowadzi również badania nad kartografią oraz historią regionalną Podlasia. Autor 121 artykułów oraz 18 monografii naukowych i edycji źródłowych.

## Publikacje książkowe
- Wojna jako nauka. Organizacja pola bitwy w kontekście rewolucji w musztrze (XVI–XVII wiek), Warszawa 2024, ss. 1084. Polskie Towarzystwo Historyczne: ISBN 978-83-67609-54-8
- Adam Weyde, Regulamin wojskowy z 1698 roku, oprac. Karol Łopatecki, Paweł Krokosz, tłum. Paweł Krokosz, Białystok 2022, ss. 325. Instytut Badań nad Dziedzictwem Kulturowym Europy: ISBN 978-83-64103-62-9
- Karol Łopatecki, Janusz Dąbrowski, Wojciech Krawczuk, Wojciech Walczak, Listy Anny Wazy (1568–1625), Warszawa 2022, ss. 532. Polskie Towarzystwo Historyczne: ISBN 978-83-963557-6-8
- Paweł Krokosz, Karol Łopatecki, Adam Weyde a procesy modernizacyjne armii rosyjskiej na przełomie XVII i XVIII wieku, Białystok 2021. Wydawnictwo: Uniwersytet w Białymstoku. ISBN 978-83-7431-706-1
- Felicjan Pawlak, Z Oflagu do Tobruku i w nieznane. Diariusz 1939-1943, oprac. i wstęp Karol Łopatecki, Zabrze – Tarnowskie Góry 2019, ss. 518. ISBN 978-83-65982-36-0
- Kodeks wojskowy Piotra I z 1716 roku, oprac. i tłum. P. Krokosz, K. Łopatecki, Kraków-Oświęcim 2016, ss. 375. ISBN 978-83-65746-23-8
- Projekt prawa prowincjonalnego Obwodu Białostockiego z 1811 roku, oprac. K. Łopatecki, M. Piłaszewicz-Łopatecka, wstęp S. Godek, K. Łopatecki, Białystok-Oświęcim 2015, ss. 367. ISBN 978-83-7889-278-6
- K. Łopatecki, W. Walczak, The history of Branicki Palace until 1809. The influence of “Versailles of Podlasie” on the development of Białystok, Białystok 2015, ss. 247. ISBN 978-83-64103-55-1
- Pałac Branickich w Białymstoku, t. II: lata 1802-1809, oprac. K. Łopatecki, W. Walczak, Białystok 2015, ss. 328. ISBN 978-83-64103-53-7
- A.L. Oelsnitz, O bagażach wojska w polu będącego, oprac. K. Łopatecki, Oświęcim 2014, ss. 245. ISBN 978-83-7889-261-8
- K. Łopatecki, Organizacja, prawo i dyscyplina w polskim i litewskim pospolitym ruszeniu (do połowy XVII wieku), Białystok 2013, ss. 660. ISBN 978-83-64103-00-1
- G. Manteuffel, Portrety miast inflanckich. Pieśni gminne, oprac. K. Łopatecki, W. Walczak, red. K. Zajas, Białystok 2013, ss. 308. ISBN 978-83-934920-3-9
- K. Łopatecki, „Disciplina militaris” w wojskach Rzeczypospolitej do połowy XVII wieku, Białystok 2012, ss. 802. ISBN 978-83-934920-1-5
- Pałac Branickich w Białymstoku, t. I: Inwentarze z XVII i XVIII stulecia, cz. 1, oprac. K. Łopatecki, W. Walczak, Białystok 2012, ss. 296. ISBN 978-83-934920-4-6
- Pałac Branickich w Białymstoku, t. I: Inwentarze z XVII i XVIII stulecia, cz. 2, oprac. K. Łopatecki, W. Walczak, Białystok 2012, ss. 292. ISBN 978-83-934920-6-0
- K. Łopatecki, W. Walczak, Maps and plans of the Polish Commonwealth of the 17th c. in archives in Stockholm = Mapy i plany Rzeczypospolitej XVII w. znajdujące się w archiwach w Sztokholmie, t. I, Warszawa 2011, ss. 332. ISBN 978-83-626220-8-5
- K. Łopatecki, W. Walczak, Maps and plans of the Polish Commonwealth of the 17th c. in archives in Stockholm = Mapy i plany Rzeczypospolitej XVII w. znajdujące się w archiwach w Sztokholmie, t. II: Atlas of Friedrich Getkant and atlas of Heinrich Thome: Utländske och Inländske Slott Städer och Fästen = Atlas Fryderyka Getkanta i atlas Wilhelma Thome: Utländske och Inländske Slott Städer och Fästen, Warszawa 2011. ISBN 978-83-626220-9-2
- W. Walczak, K. Łopatecki, Pół wieku ciepła i elektryczności w Białymstoku, czyli 50. urodziny elektrociepłowni = Half a Century of Heat and Electricity in Bialystok. The 50th Birthday of Combined Heat and Power Plant, Białystok 2011, ss. 136.
- J. Kunowski, Ekspedycyja inflnatska, oprac. W. Walczak, K. Łopatecki, Białystok 2007, ss. 264. ISBN 978-83-925772-4-9

## Wybrane artykuły naukowe
- K. Łopatecki, O potrzebie uzupełnienia „Akt zjazdów stanów Wielkiego Księstwa Litewskiego” – edycja dokumentów dotyczących konwokacji litewskiej 1615 roku, „Krakowskie Studia z Historii Państwa i Prawa” 13 (2020), s. 83-96.
- P. Krokosz, K. Łopatecki, Okoliczności uchwalenia rosyjskich Artykułów wojskowych z krótkimi komentarzami, [w:] Verus amicus rara avis est. Studia poświęcone pamięci Wojciecha Organiściaka, red. A. Lityński, A. Matan, M. Mikołajczyk, D. Nawrot, G. Nancka, Katowice 2020, s. 367-398.
- K. Łopatecki, „Nie masz w tym nic osobliwego: ożenił się równy z równą”. Ślub Jana Klemensa Branickiego z Izabelą Poniatowską – ujęcie prawnomajątkowe, [w:] Honestas et turpitudo. Magnateria Rzeczypospolitej w XVI-XVIII wieku, red. E. Dubas-Urwanowicz, M. Kupczewska, K. Łopatecki, J. Urwanowicz, Białystok 2019, s. 545-563.
- K. Łopatecki, Kariera wojskowa Felicjana Pawlaka (1934-1947), [w:] Granice i pogranicza, red. P. Guzowski, M. Liedke, W. Walczak, Białystok 2019, s. 235-258.
- K. Łopatecki, Powstanie i funkcjonowanie wydziałów do spraw doraźnych działających przy Sądzie Okręgowym w Białymstoku (II—VI 1946 r.), “Z Dziejów Prawa” 12 (2019) s. 723-750.
- K. Łopatecki, Konwokacja litewska 1615 roku. Z badań nad procedurą przyjmowania uchwał konwokacyjnych, “Krakowskie Studia z Historii Państwa i Prawa” 12 (2019), z. 4, s. 493-522
- K. Łopatecki, Two Maps of the Podlasie-Grodno Borderline from 1706, „Kwartalnik Historii Kultury Materialnej” 67 (2019), 4, s. 489-504.